# Dicranopygium
Dicranopygium é um género botânico pertencente à família Cyclanthaceae.